# Rejon siernuski
Rejon siernuski (ros. Сернурский район) – rejon w należącej do Rosji nadwołżańskiej republice Mari El.
Rejon leży w północnej części republiki i ma powierzchnię 820 km². 1 stycznia 2006 r. na jego obszarze żyło 25 010 osób. Ośrodkiem administracyjnym rejonu jest osiedle typu miejskiego Siernur, liczące 9082 mieszkańców (2005 r.). Pozostałe ośrodki osadnicze na terenie tej jednostki administracyjnej mają charakter wiejski i ponad 63% populacji rejonu stanowi ludność wiejska.
Gęstość zaludnienia w rejonie wynosi 30,5 os./km²